# Казаишвили, Валерий
Валерий Казаишвили (груз. ვალერი ყაზაიშვილი; род. 29 января 1993, Озургети, Грузия) — грузинский футболист, полузащитник китайского клуба «Шаньдун Тайшань» и сборной Грузии.

## Клубная карьера
Является воспитанником тбилисской футбольной академии «Сабуртало». Провёл два сезона в высшей лиге Грузии.
9 августа 2011 года подписал трёхлетний контракт с нидерландским клубом «Витесс» из города Арнем. В сезоне 2016/17 выступал на правах аренды за польскую «Легию».
22 июня 2017 года подписал контракт с клубом MLS «Сан-Хосе Эртквейкс» по правилу назначенного игрока. В американской лиге дебютировал 19 июля в матче против «Нью-Йорк Ред Буллз», в котором вышел на замену после перерыва между таймами вместо Данни Хусена и забил гол на 88-й минуте. В январе 2019 года получил грин-карту и в MLS перестал считаться иностранным игроком. По окончании сезона 2020 покинул «Сан-Хосе Эртквейкс» в связи непродлением контракта.
16 февраля 2021 года подписал контракт с клубом чемпионата Южной Кореи «Ульсан Хёндэ». По итогам сезона 2021 был включён в символическую сборную Кей-лиги 1.

## Карьера в сборной
С 2009 года вызывается в сборные Грузии разного возраста.

## Достижения

### Командные
«Легия»
- Чемпион Экстракласы: 2016/17

«Ульсан Хёндэ»
- Чемпион Кей-лиги 1: 2022

### Личные
- Награда фейр-плей MLS: 2018
- Член символической сборной Кей-лиги 1: 2021